# 吴稚安
吴稚安（WU Zhian，1987年2月12日—），廣東广州人，中国男子体育舞蹈运动员、舞蹈演员及广州体育学院的舞蹈導師。

## 簡歷
吴稚安曾在亚洲室内运动会贏得4枚金牌，亦曾获得英国黑池锦标赛（Blackpool Dance Festival）的第6名，并曾在2008年大奖赛标准舞获得总冠军。
2010年11月，吴稚安代表中國出戰廣州亞運會，與合作只有半年的雷莹參加體育舞蹈比賽的标准舞-狐步項目，奪得金牌。吴稚安亦為首位在广州亚运会贏得金牌的广州运动员。

## 外部連結
- 2010年亚洲运动会中国代表团 - 吴稚安（页面存档备份，存于）